# Hale School
Hale School est une école privée anglicane australienne située à Wembley Downs, un des quartiers de la cité de Perth.

## Histoire
L'école a été fondée en 1858 mais a été fermée pendant une période dans les années 1890 lorsque son avenir est apparu incertain en raison de la concurrence des écoles financées par le gouvernement.
L'école est aujourd'hui située à Wembley Downs.